# PayPal Honey
PayPal Honey, anteriormente denominada simplemente como Honey, es una empresa de tecnología estadounidense, filial de PayPal. La empresa es conocida por haber desarrollado una extensión de navegador que agrega y aplica automáticamente cupones en línea en sitios web de compraventa.

## Historia
Los empresarios Ryan Hudson y George Ruan fundaron Honey en noviembre de 2012 en Los Ángeles, California, después de haber elaborado un prototipo de la extensión de navegador a finales de octubre del mismo año. Un buscador de erros informáticos filtró la herramienta en Reddit, donde se hizo viral. Para marzo de 2014, la empresa contaba con 900.000 usuarios.
En marzo de 2017, Honey había recaudado ya 26 millones de dólares a través de una sociedad de inversión, Anthos Capital. Para enero de 2018, la empresa elevó las inversiones obtenidas a 40,8 millones de dólares.
El 6 de enero de 2020, Honey fue adquirida por PayPal por alrededor de cuatro mil millones de dólares. Poco después de la adquisición, la empresa Amazon advirtió a sus usuarios que la extensión ponía en peligro su seguridad, alegando que vendía información personal. Un artículo de la revista Wired cuestionó si la verdadera motivación de Amazon con la acusación era su competencia con PayPal.
En junio de 2022, la empresa fue renombrada como PayPal Honey.

## Marketing
PayPal Honey ha ganado popularidad a través de los numerosos anuncios y patrocinios en canales de YouTube. Así como otras empresas, entre las que se encuentran NordVPN, Audible y Raid: Shadow Legends, Honey ofrece patrocinios a los videos de youtubers o creadores de contenido populares y publicitar así su servicio a los espectadores del canal.
En 2019, la empresa se convirtió en la patrocinadora de la camiseta de Los Angeles Clippers, equipo de baloncesto de la NBA.
En 2020, Honey publicó una serie de videos en Internet llamada Honey Originals, en la que se entrevistaban a socios de la empresa. Algunas de las secciones de la serie incluían preguntas y curiosidades acerca de personas que hayan colaborado con la compañía, como MrBeast o Gibi ASMR.

## Ingresos
Los ingresos de PayPal Honey provienen de una comisión realizada sobre las transacciones de los usuarios con minoristas asociados. Cuando un miembro realiza una compra a comerciantes asociados a la empresa, Honey comparte parte de su comisión con el miembro en un programa de devolución de dinero (sitio web de cashback).
Los usuarios son notificados sobre las rebajas o caídas de precio, además de ofrecer el historial de precios que ha tenido un producto en la tienda elegida.

## Controversia
En diciembre de 2024, el youtuber Megalag publicó un video alegando que PayPal Honey reatribuía las ventas realizadas a través de programas de marketing de afiliación modificando los enlaces de afiliados en el momento de la compra, acreditando a Honey las ventas en lugar del influencer en cuyo enlace hizo clic originalmente el usuario, incluso aunque no encontrara un cupón válido a utilizar. También afirmó que la extensión otorga a los proveedores asociados el control sobre qué códigos de descuento se presentan a los usuarios. Además, afirmó que Honey excluiría intencionalmente códigos de descuento más favorables, mostrando solo códigos de cupón aprobados por las tiendas comerciales que se asociaron con el programa Honey En una declaración a The Verge, PayPal dijo que "Honey sigue las reglas y prácticas de la industria, incluida la atribución de último clic". Ray Fernandez de Techopedia declaró que el hecho de que Honey interfiera con el proceso de pago y "elimine deliberadamente todos los rastros de los enlaces originales que llevaron a los usuarios a un producto y los reemplace con su propia identificación de afiliado" no es un estándar de la industria. Otra declaración de PayPal hecha a USA Today dijo que los comerciantes deciden qué cupones se ofrecen a través de Honey. El 29 de diciembre de 2024, 3 bufetes de abogados presentaron una demanda colectiva propuesta contra PayPal en un tribunal federal de EE. UU. por la controversia del marketing de afiliación. Sam Denby, de Wendover Productions, y Ali Spagnola, de Businessing LLC, fueron nombrados como demandantes.